# 东西方二分法

地图突出显示了 近东/中东 定义的三个“东方”（西亚，不包括 高加索，国家位于“大中东 " 有时包括）和 远东（东、北 和 东南亚，有时还包括 南亚）。

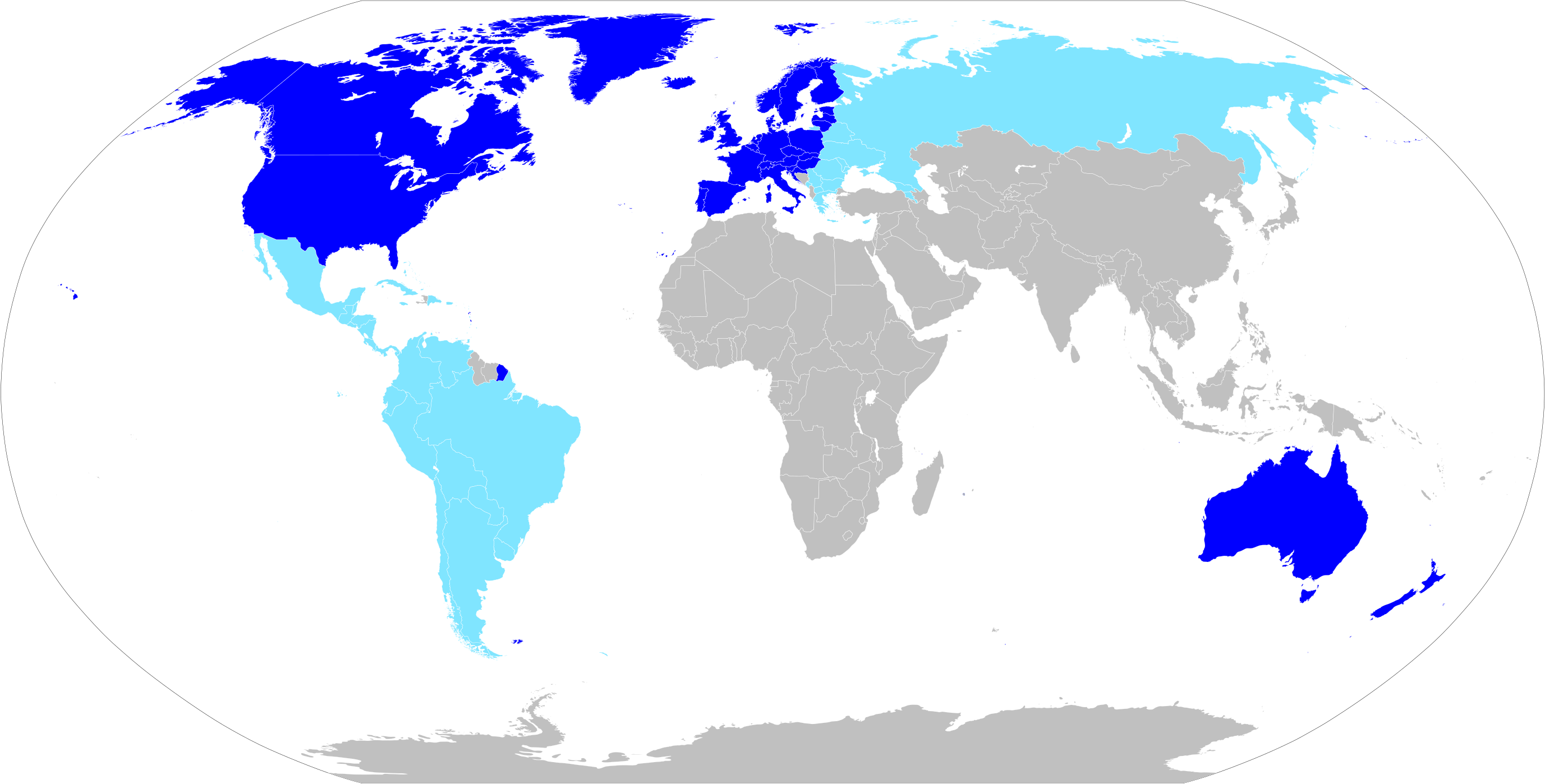
“西方世界”基于塞缪尔·P·亨廷顿1996 年的“文明冲突论”。 绿松石是拉丁美洲和正统世界，它们要么是西方的一部分，要么是与西方密切相关的独特文明。

在社会学中，东西方二分法是东西方世界之间的感知差异。文化和宗教而不是地理上的划分，东西方的界限不是固定的，而是根据使用该术语的个人所采用的标准而有所不同。
用于讨论管理学、经济学、国际关系和语言学等研究时，该概念由於忽视区域混合性而受到批评。

## 区域
从概念上讲，边界是文化上的，而不是地理上的，因此澳大利亚和新西兰通常被划分在西方(尽管地理上在东方)，而伊斯兰国家，无论位置如何，都被划分在东方。然而，欧洲有一些穆斯林占多数的地区不符合这种二分法。在波斯尼亚和黑塞哥维那这样的文化多样性地区，文化界线可能特别难以划定，因此波斯尼亚和黑塞哥维那的公民可能根据种族或宗教背景将自己认定为东方人或西方人。 此外，世界不同地区的居民对边界的理解也不同;例如，一些欧洲学者将俄罗斯定义为东方，但大多数人认为俄罗斯是西方的第二个互补部分，伊斯兰国家将俄罗斯和其他主要的基督教国家视为西方。 另一个悬而未决的问题是西伯利亚(北亚)是“东方”还是“西方”。

## 历史概念
这个概念在“东方”和“西方”国家都使用过。日本汉学家白木立花在20世纪20年代写道，有必要统一亚洲——东亚、南亚和东南亚，但不包括中亚和西亚——并形成一个“新东方”,在文化上结合起来，以制衡西方。在整个第二次世界大战期间，日本继续在宣传中大量使用被称为泛亚主义的概念。 在中国，冷战时期毛泽东在 1957 年的一次讲话中对此进行了概括，毛泽东提出了一个口号：“这是两个世界之间的战争。 西风不能战胜东风;东风必然会战胜西风。” 

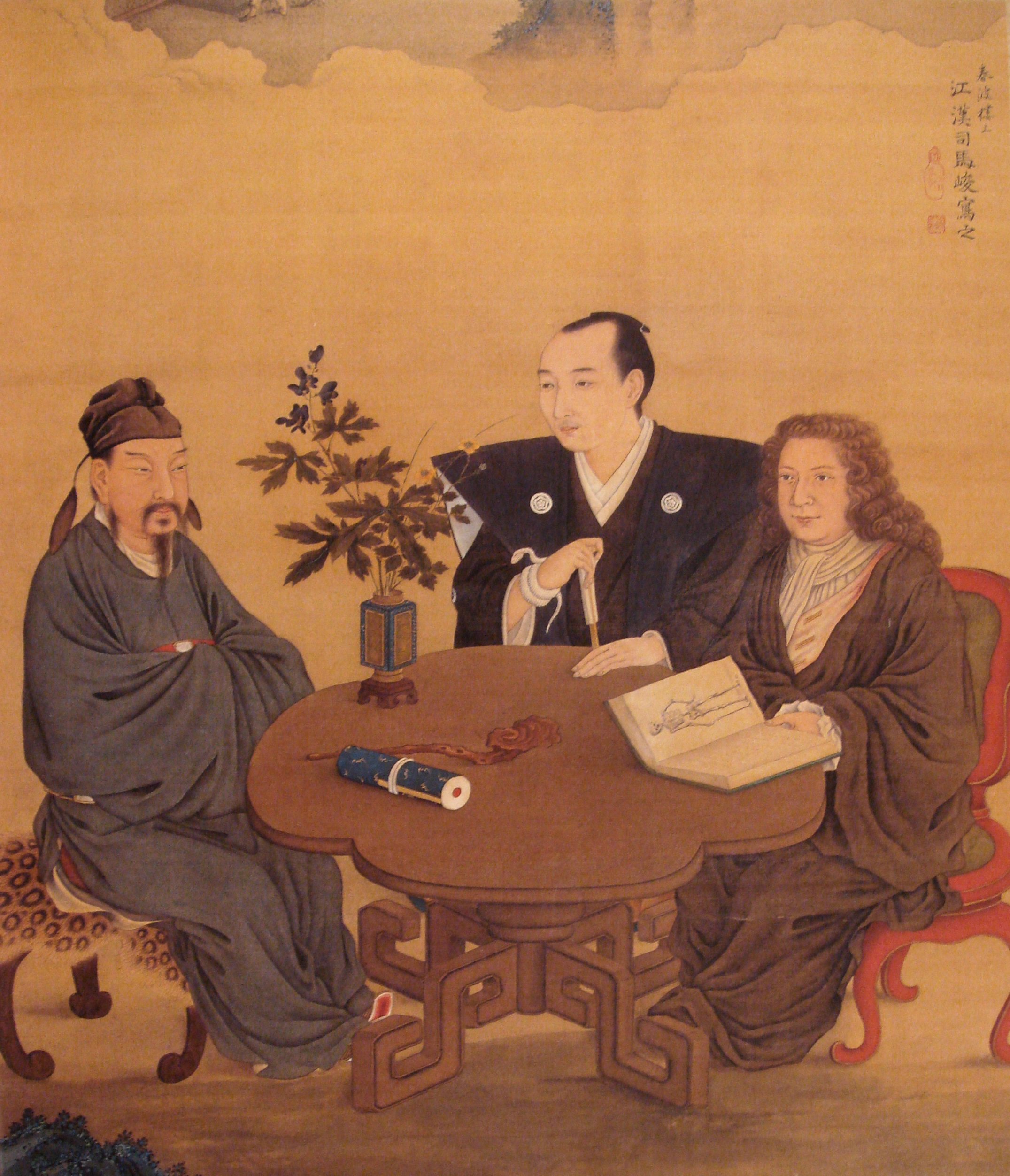
日本、中国和西方的会议（Shiba Kōkan，18 世纪后期）

对西方作家来说，在20世纪40年代，它与一种激进的、“受挫的民族主义”的思想联系在一起，这种思想被视为“本质上反西方或非西方”;社会学家弗兰克富雷迪写道，“已经存在的对欧洲民族主义的智力评估，通过发展成熟的西方民族主义与不成熟的东方民族主义的对联，适应了第三世界多样化的增长....这种东西方二分法成为西方政治理论中公认的一部分。”

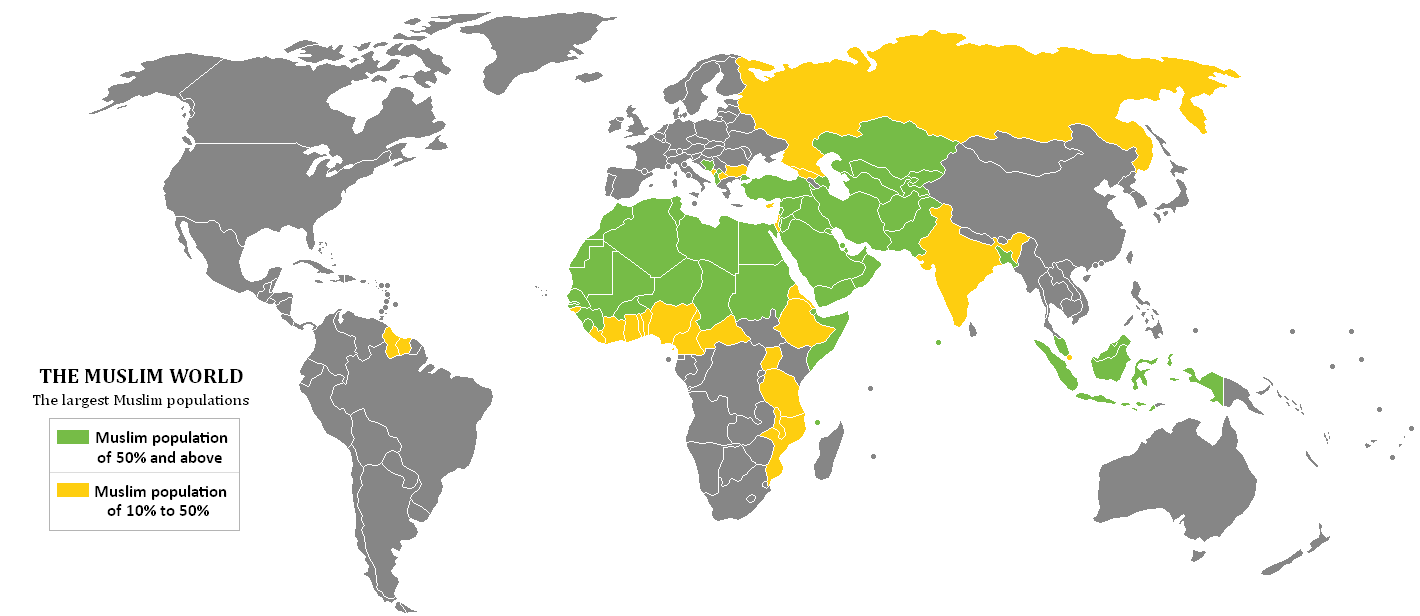
穆斯林比例：绿色 50% 及以上，黄色 10-49%

爱德华·萨义德在1978年的著作《东方主义》中对西方世界进一步确立东西方二分法的概念产生了重大影响，将东方的概念带入了大学课堂，即“以宗教敏感性、家族社会秩序和永恒传统为特征”，与西方的“理性、物质和技术活力以及个人主义”形成鲜明对比。

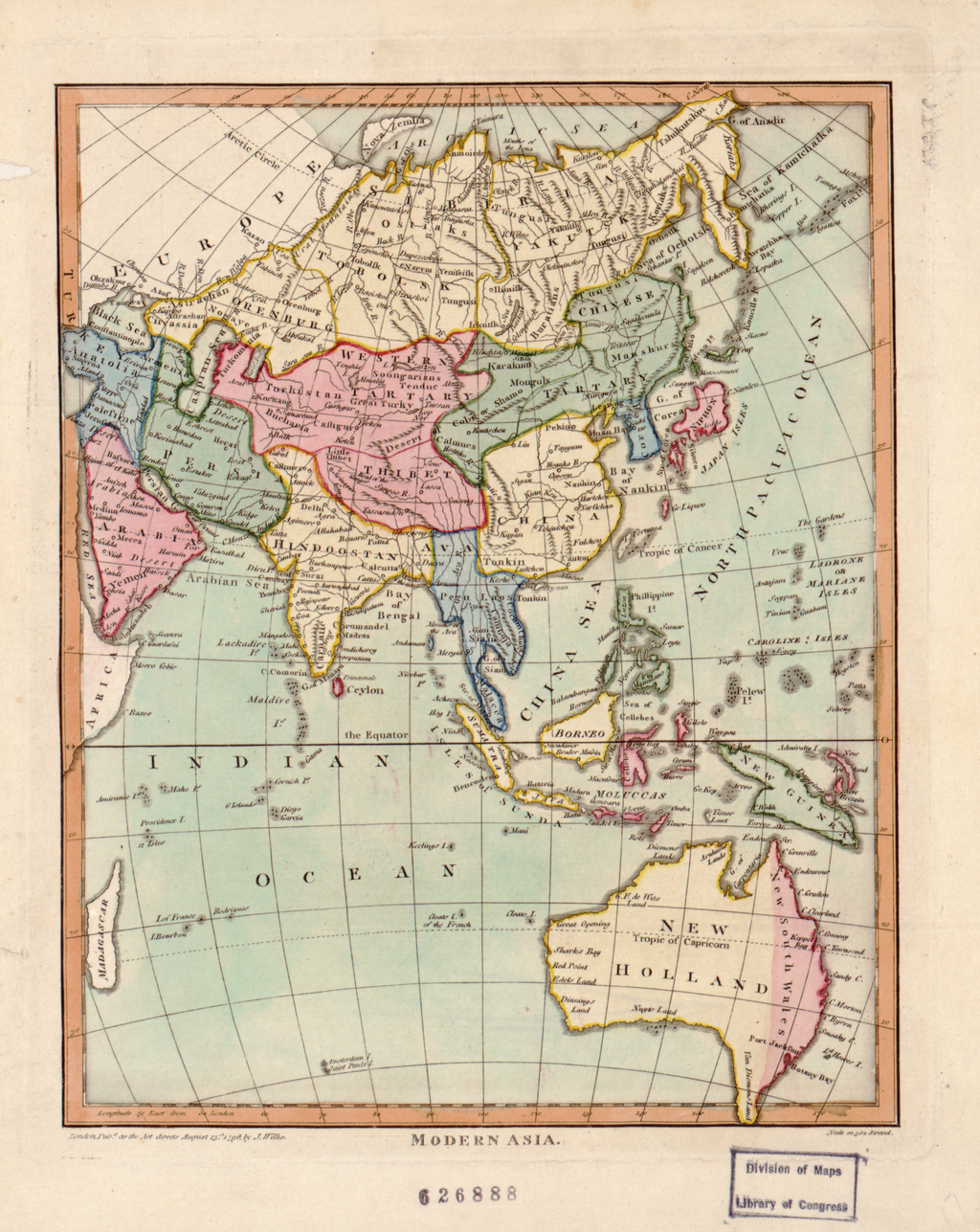
在 1700 年代，东方世界包括亚洲大陆和澳大利亚（新荷兰）。

最近，这一鸿沟也被认为是伊斯兰的“东方”和美国与欧洲的“西方”。批评者指出，伊斯兰原教旨主义在全球的传播和伊斯兰国家内部的文化多样性使伊斯兰/非伊斯兰的东西方二分法变得更加复杂，使这一论点“超出了东西方二分法的范畴，变成了三方观点。”

## 应用
东西方二分法已被用于研究一系列课题，包括管理学、经济学和语言学。《知识创造与管理》(2007)将其视为西方文化和东方世界之间组织学习的差异。它被广泛用于探索第二次世界大战后东亚部分地区，特别是亚洲四小龙被称为“东亚奇迹”的经济快速增长时期。
一些社会学家与阿诺尔德·J·汤因比 (Arnold J. Toynbee)提出的西方现代化模式一致，认为经济扩张是该地区“西方化”的标志。但其他人则寻求东方文化/种族特征的解释 ，在一种被称为“新东方主义”的现象中接受固定东方文化认同的概念。东西方二分法的两种方法都因未能考虑到地区的历史混合性而受到批评。
这个概念也被用于跨文化交流的考试。 亚洲人被广泛描述为采用一种“归纳式言语模式”，在这种模式中，主要观点是间接接近的；但是据说西方社会使用“演绎演讲”,在这种演讲中，演讲者会立即确立他们的观点。这归因于亚洲人更重视和谐的相互关系，但据说西方人更重视直接沟通。2001 年的跨文化交流：一种话语方法将东西方二分法在语言学上描述为“错误的二分法”，并指出亚洲和西方说话者都使用这两种交流形式。

## 批评

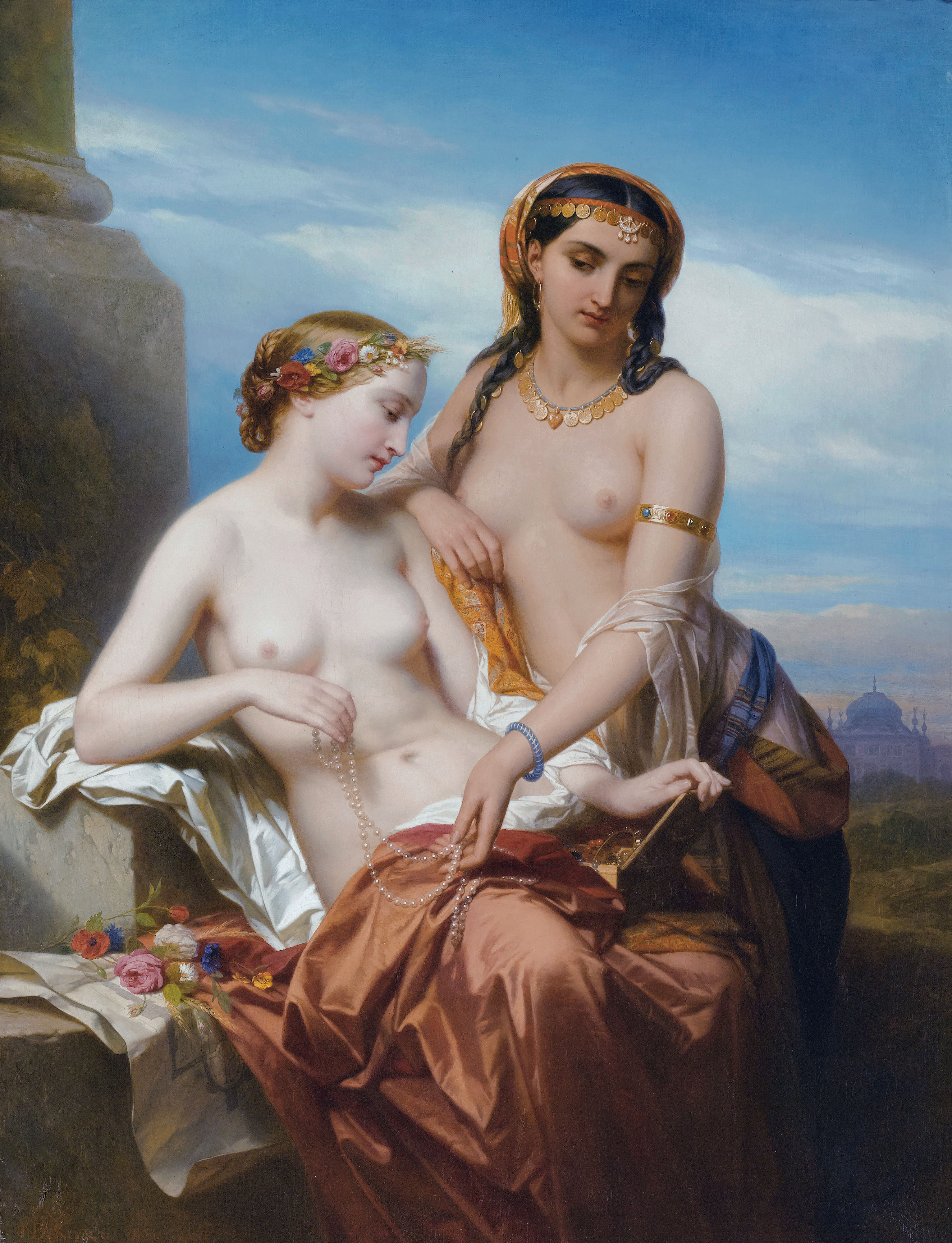
东方与西方，作者 Nicaise de Keyser（1854 年）

除了难以界定地区和忽视混杂性之外，东西方二分法还被批评创造了一种人为的地区统一结构，允许一个声音声称有权代表众多人说话。在“东方的胜利？”，马克·伯杰谈到了与考察“东亚奇迹”有关的问题:
东西方二分法的历史力量以及与之相关的文化/种族的固定观念，越来越多地允许该地区的国家精英不仅为他们的“国家”，甚至为亚洲和亚洲人说话....有许多西方学者试图从物质和话语两方面挑战北美和/或西方霸权，最终不加批判地将亚洲掌权者的精英叙事视为特定非西方国家或社会形态的真实代表(也为继续使用东西方二分法做出了贡献)。

## 也可以看
- 文明冲突论
- 南北分歧
- 英格尔哈特-韦尔策尔世界文化地图
- 东方专制主义
- 东方主义